# مایکل هاوارد (ورزشکار)
مایکل هاوارد (انگلیسی: Michael Howard؛ زادهٔ ۲۴ دسامبر ۱۹۲۸) ورزشکار شمشیربازی اهل بریتانیا است.
وی در مسابقات کشوری و بین‌المللی در مجموع برندهٔ ۲ مدال طلا، ۲ مدال نقره شده‌است.